# Monumento Ruso (Sofía)

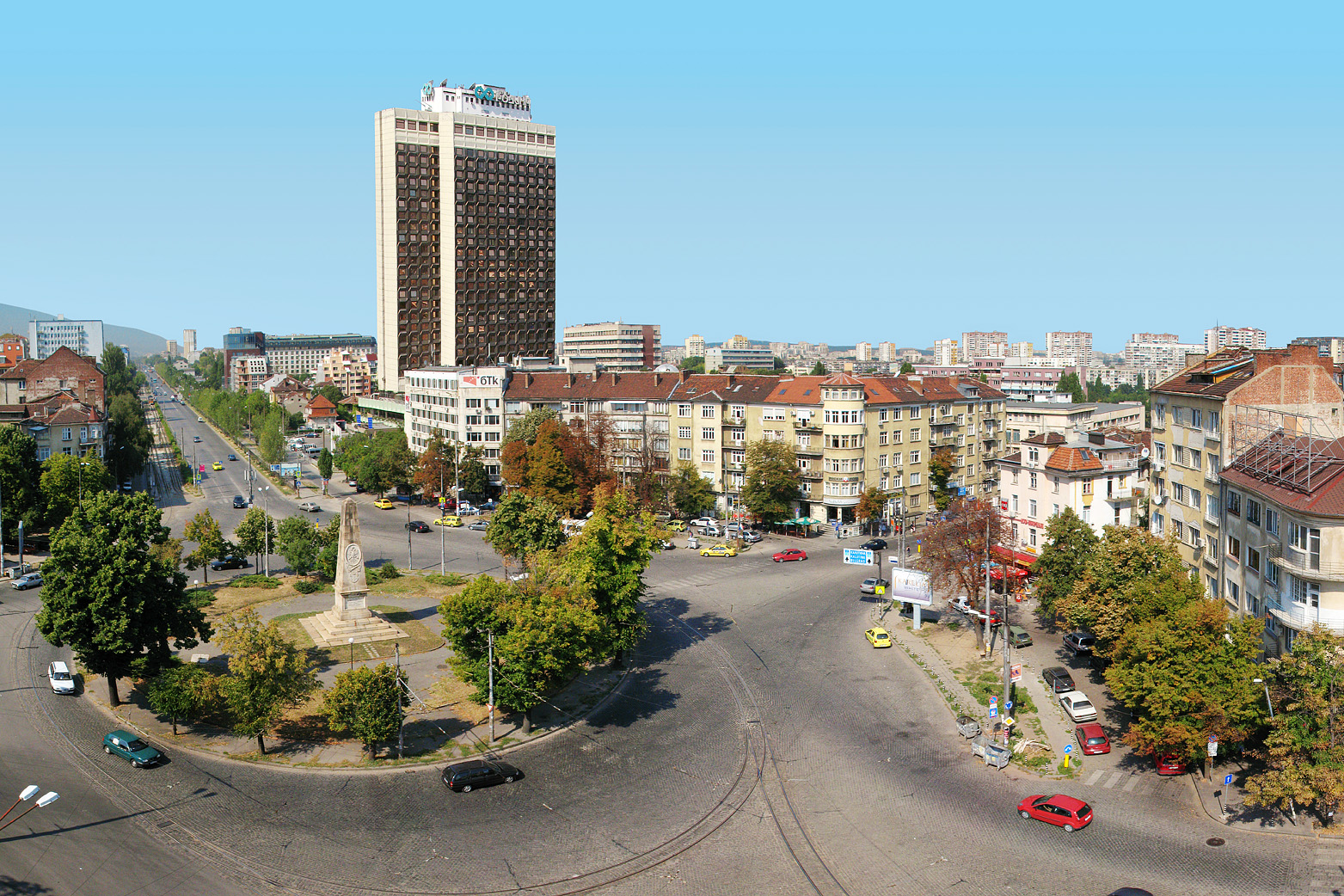
El cruce donde se encuentra el Monumento Ruso.

El Monumento Ruso (en búlgaro: Руски паметник, Ruski pametnik) es un monumento en Sofía, la capital de Bulgaria. Fue el primer monumento construido en la capital del liberado Principado autónomo de Bulgaria. Fue inaugurado el 29 de junio de 1882 y se encuentra en el camino que Osman Nuri Pasha usó para huir de Sofía a Pernik el 22 de diciembre de 1877.
Los fondos para la construcción del monumento fueron aportadas por el pueblo ruso. No se conoce exactamente quién diseñó el monumento, pero se supone que fue, o bien el arquitecto Vokar, quien diseñó monumentos similares en Dobrich, Pleven, Razgrad, Veliko Tarnovo, Svishtov, o Vladimir Sherwood, quien trabajó en Pleven. El monumento es un obelisco: una pirámide rectangular con la parte superior truncada y un pedestal de tres escalones. El lado este del memorial muestra un relieve de mármol con el escudo de Rusia y la Orden de San Jorge, y un texto en ruso de la prereforma que conmemora a Alejandro II. El lado oeste presenta otra inscripción.
A finales del siglo xix y principios del xx, el monumento se convirtió en un centro de la estrategia de planificación urbana para esta parte de Sofía. Hoy está en medio de una rotonda de los bulevares Skobelev y Totleben. En las cercanías se encuentran el cruce de las Cinco Esquinas, la plaza Macedonia y el hospital Pirogov.

## Galería

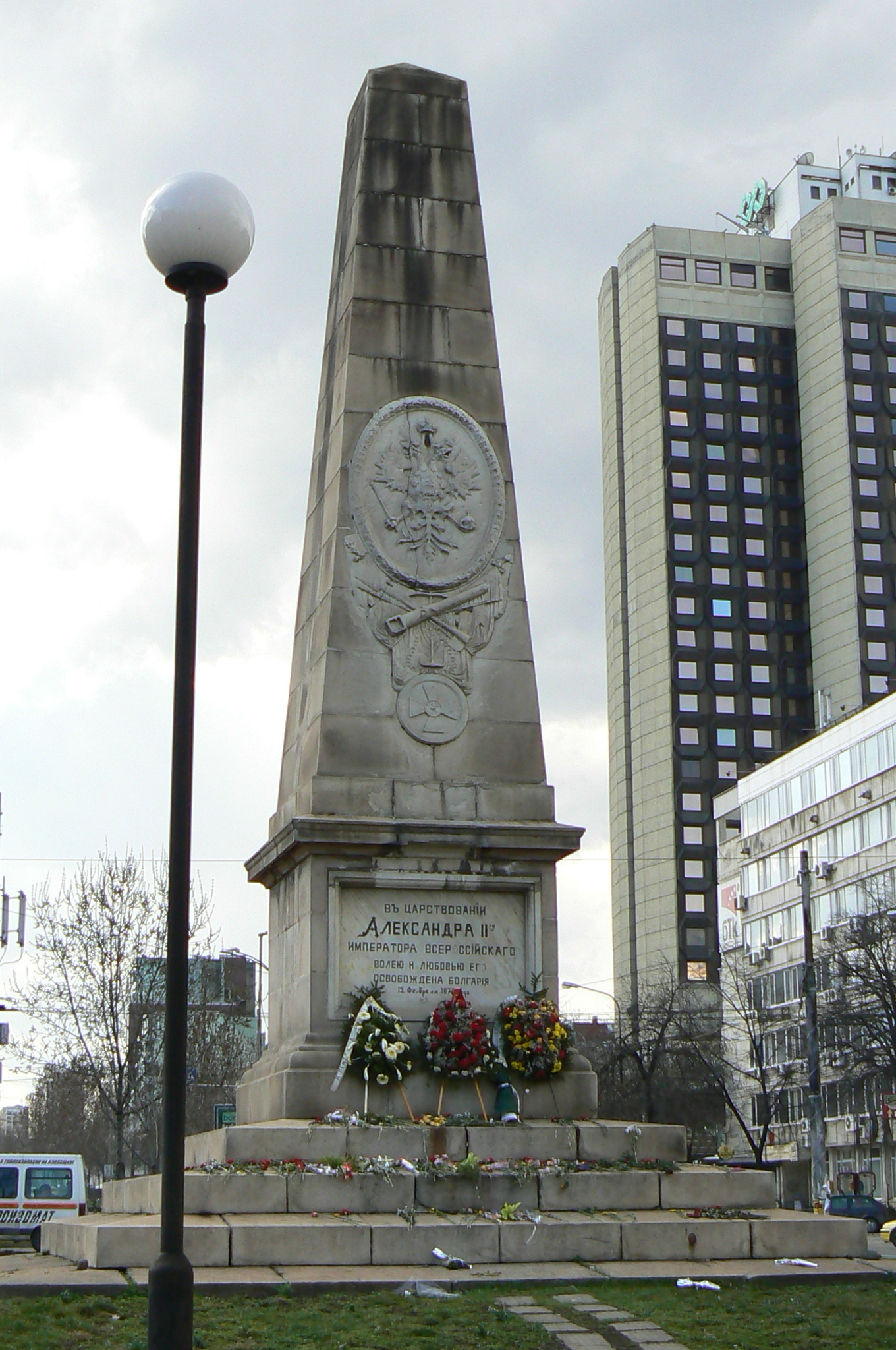
El Monumento Ruso en Sofía, Bulgaria
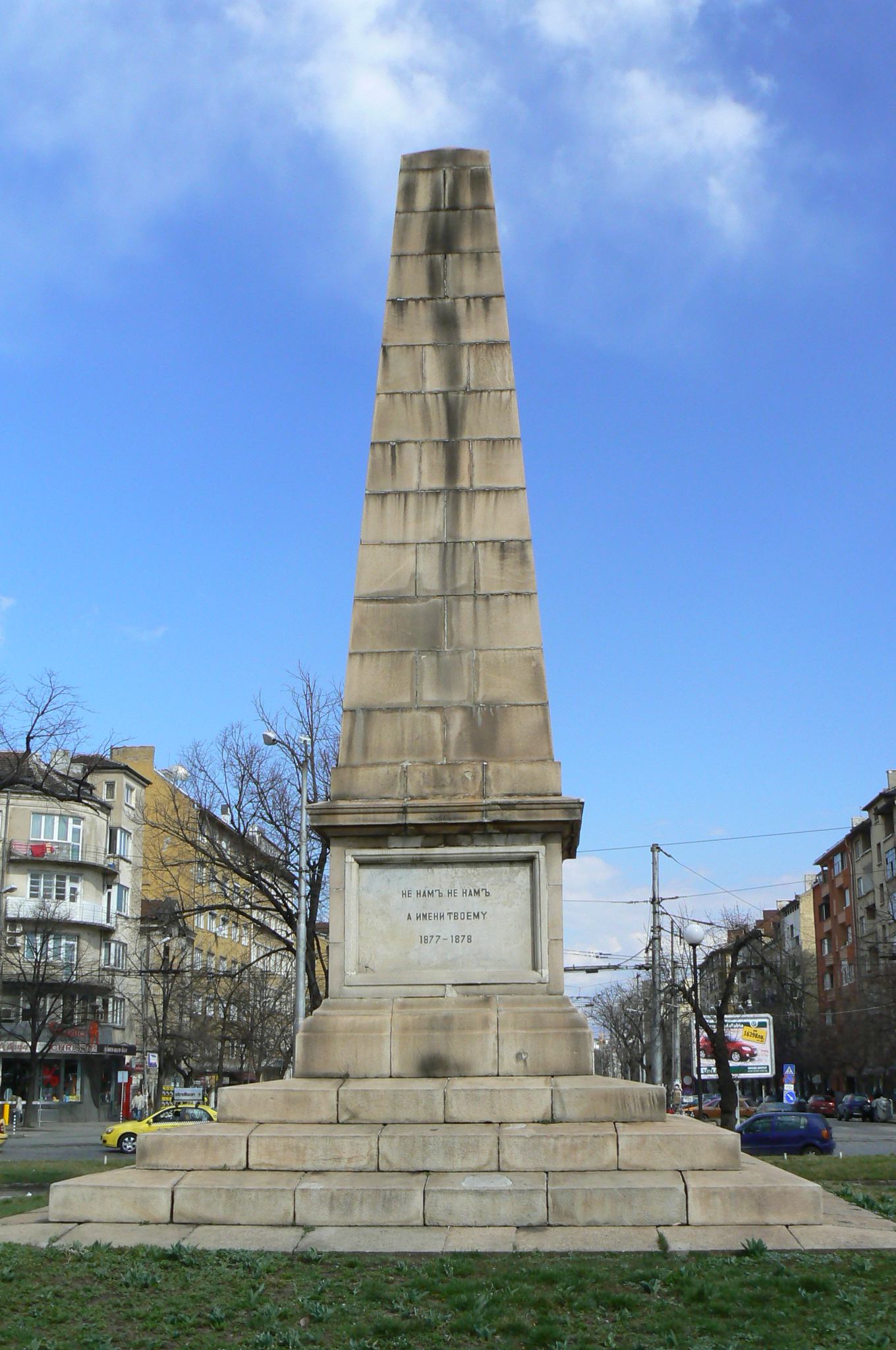
Lado occidental
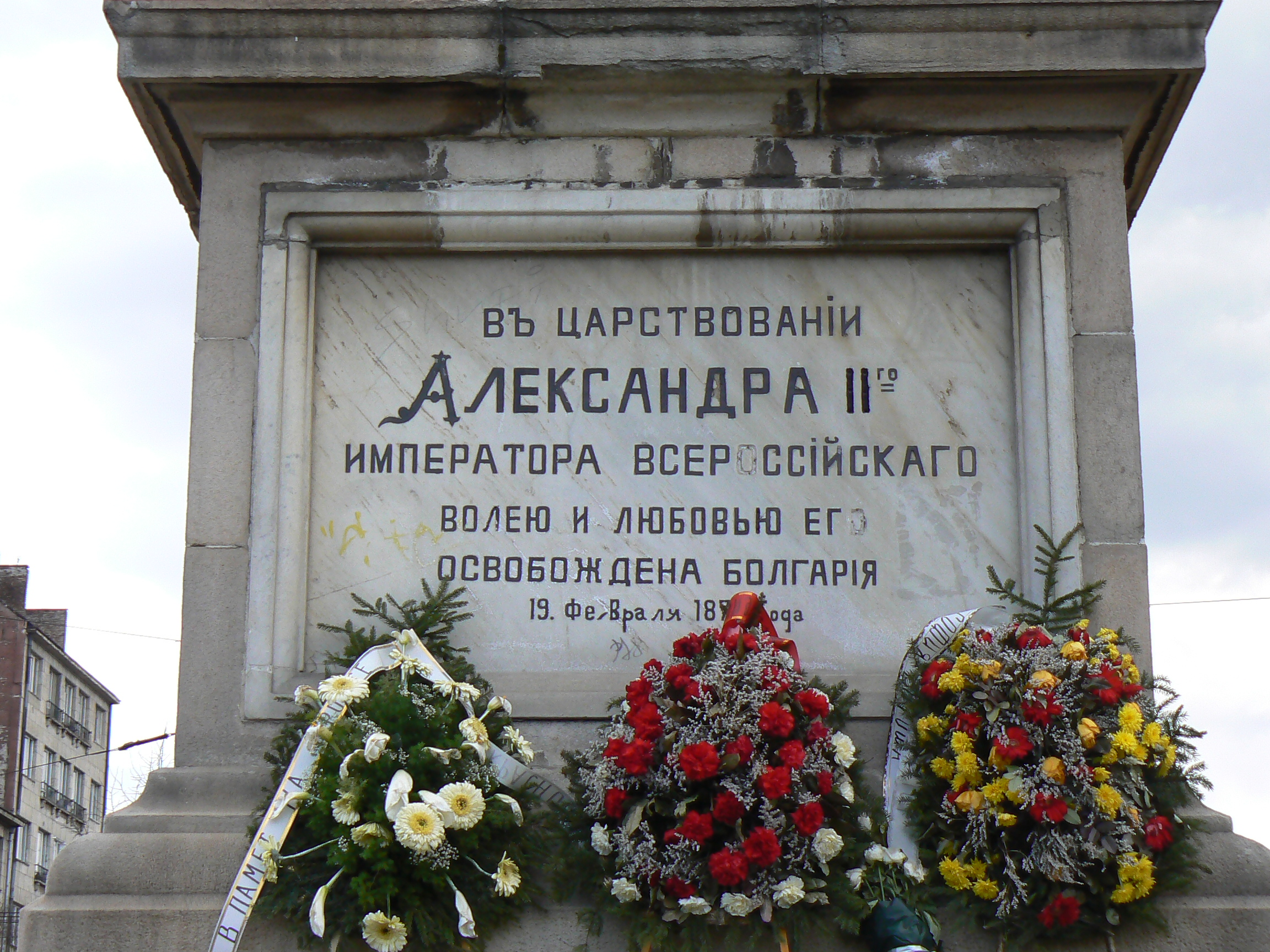
Inscripción en el lado oriental
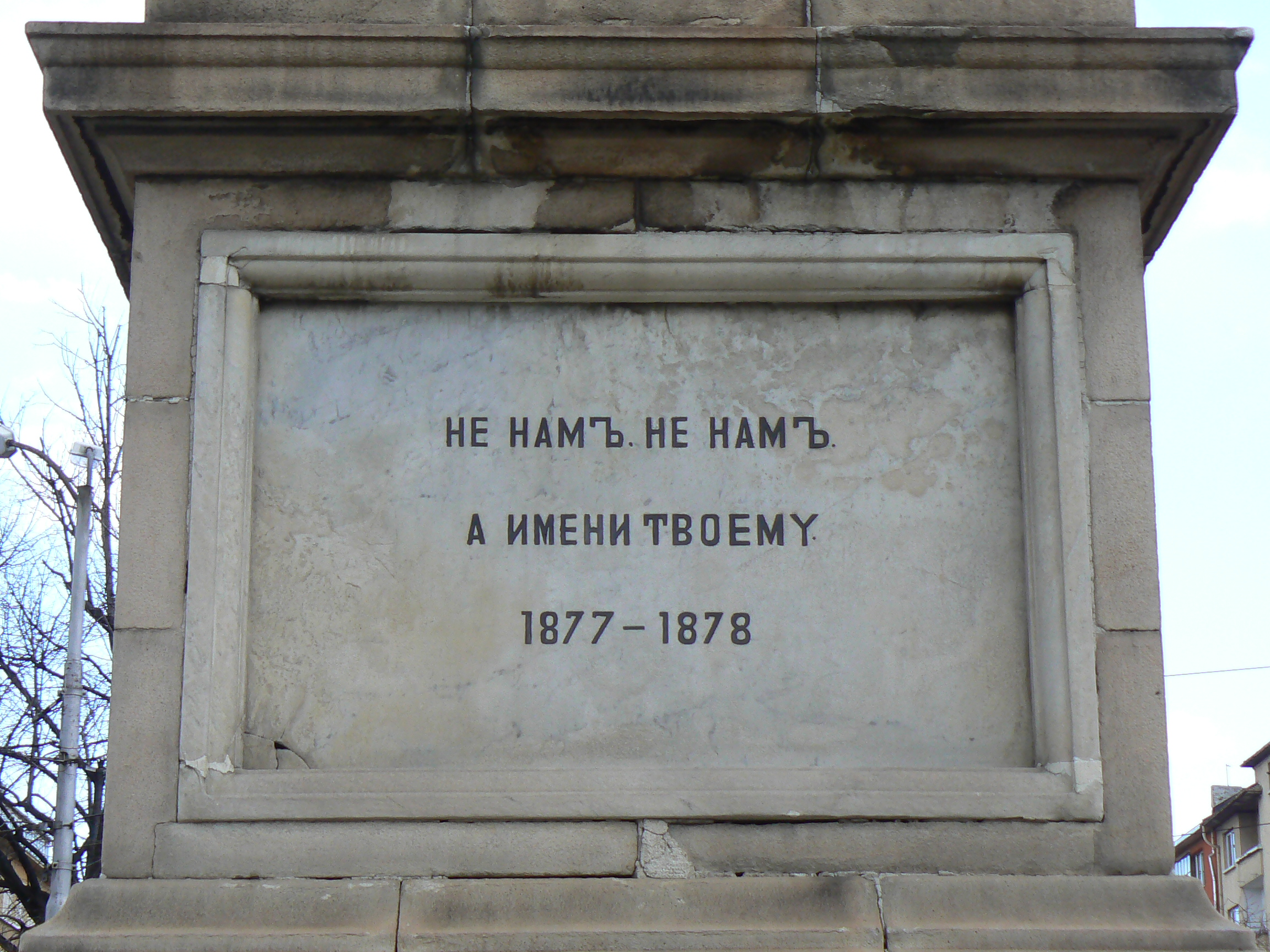
Inscripción en el lado occidental
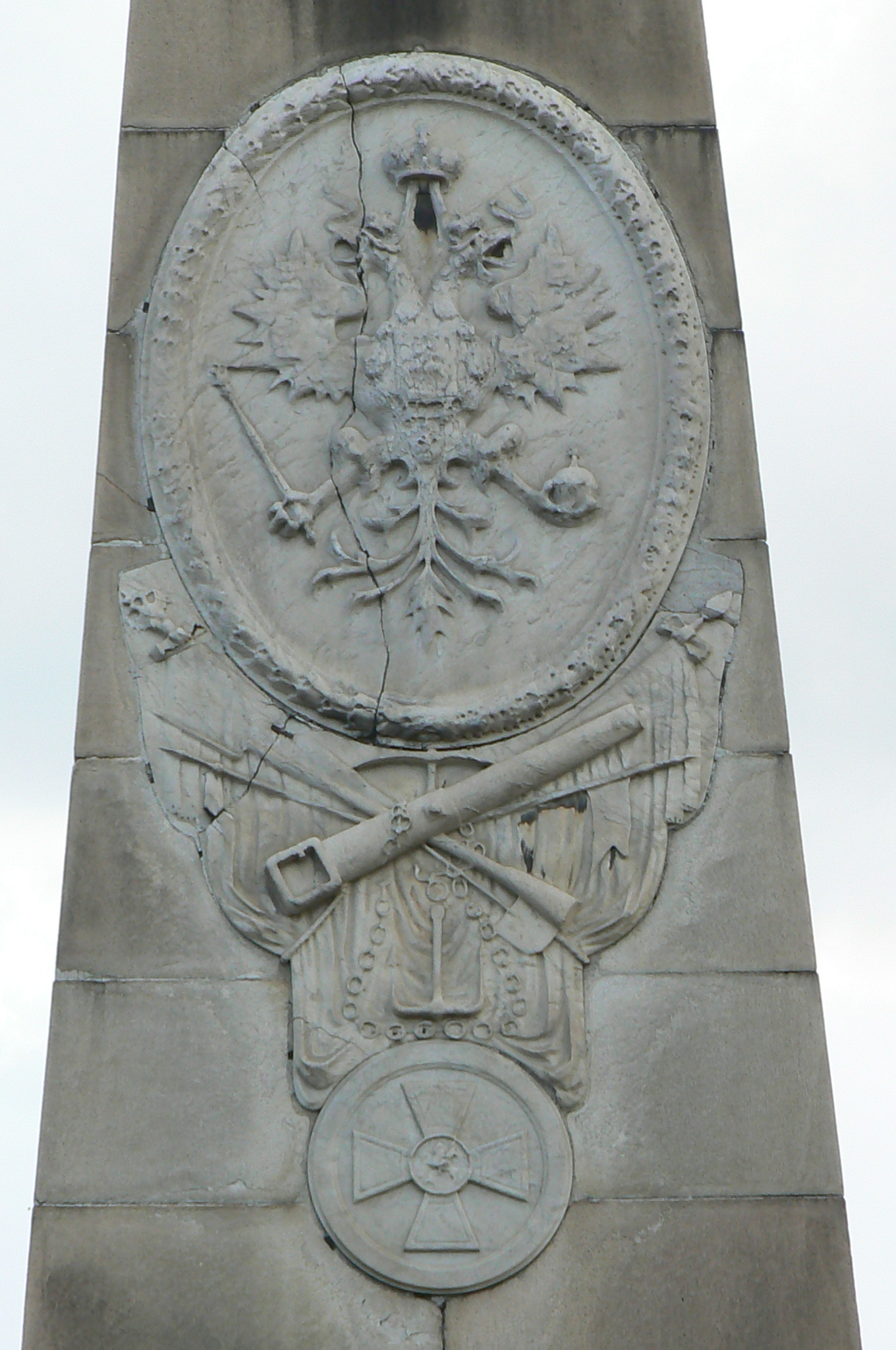
Relieve